# موریهیرو هوسوکاوا
موریهیرو هوسوکاوا (انگلیسی: Morihiro Hosokawa؛ زاده ۱۴ ژانویه ۱۹۳۸) یک سیاستمدار اهل ژاپن است.